# سلسلة التشفير

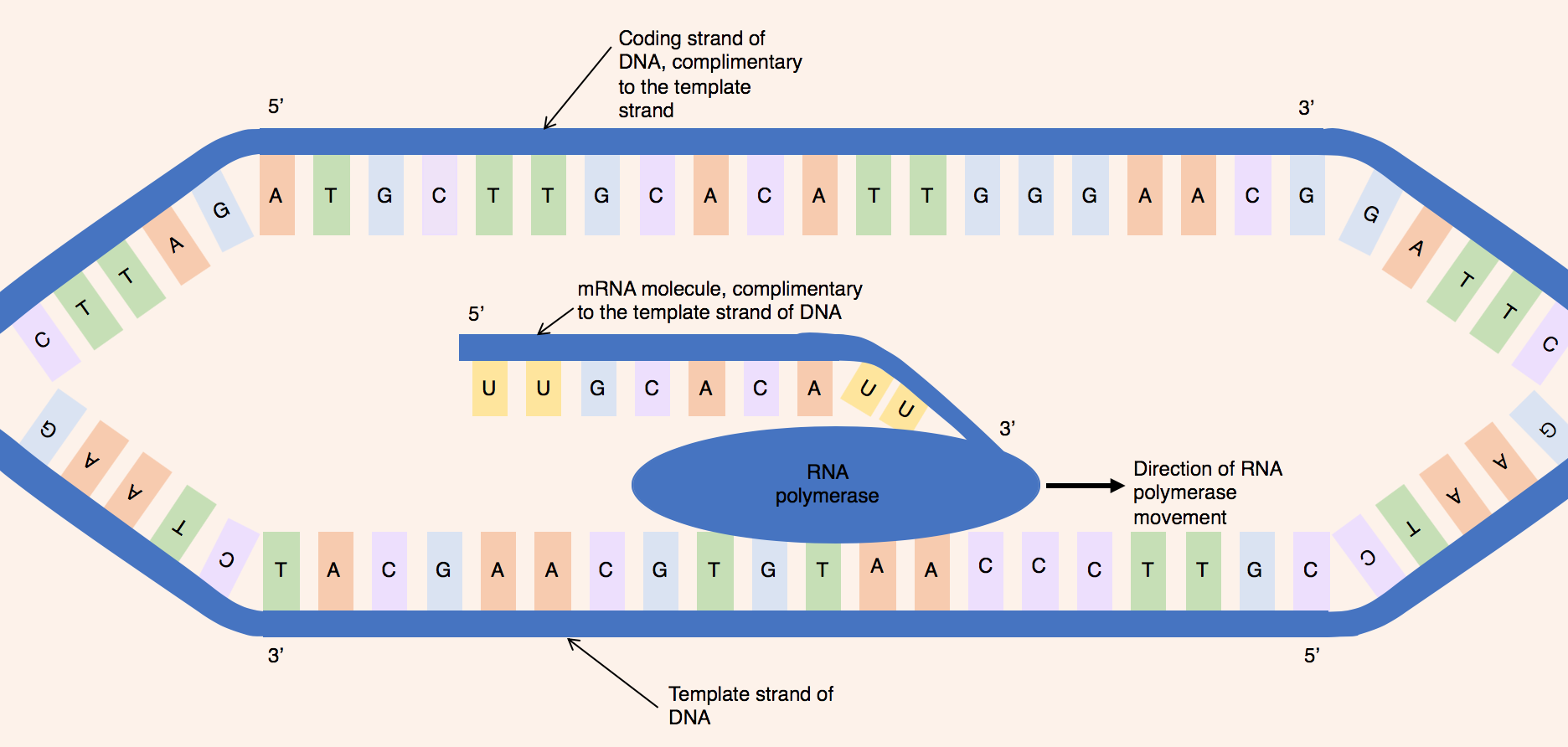

عند الإشارة إلى عملية نسخ الحمض النووي، فإن سلسلة التشفير هي سلسلتا الحمض النووي الذي يتوافق تسلسلهما الأساسي مع التسلسل الأساسي لنسخة الحمض النووي الريبوزي المُنتَجة (على الرغم من أن الثايمين يحل محله اليوراسيل). وتكون هذه السلسلة التي تحتوي على الكودون، في حين أن السلسلتين غير المشفِّرتين تحتويان على الكودون المضاد. أثناء النسخ، يرتبط انزيم بلمرة الحمض النووي الرايبوزي (RNA) بالسلسلة غير المشفِّرة، ويقرأ الكودونات المضادة، وينسخ تسلسله لإنتاج نسخة من الحمض النووي الريبوزي بشكل متمم لقواعد الكودون المضاد.

## مسميات أخرى لـ (DNA)
حيثما يوجد جين على جزيء الحمض النووي، فالسلسلة الأولى هي سلسلة التشفير (أو سلسلة الإحساس)، والاخرى هي سلسلة لا تشفِّر (وتسمى أيضا سلسلة عدم الإحساس، سلسلة معاكسة التشفير، السلسلة التي تكون القالب أو السلسلة المنسوخة).

## السلسلة أثناء عملية الترجمة تكوِّن فقاعات
أثناء عملية النسخ، يقوم إنزيم بلمرة الحمض النووي الرايبوزي (RNA) بفك مقطع قصير من الحمض النووي الرايبوزي منقوص الاكسجين (DNA) والتي تكون بشكل حلزوني بالقرب من بداية الجين (موقع بدء النسخ). يُعرف هذا المقطع المُفكك باسم فقاعة النسخ. يتحرك انزيم بلمرة الحمض النووي الرايبوزي ومعه فقاعة النسخ على طول السلسلة غير المشفرة باتجاه عكسي (من 3' إلى 5')، وكذلك إنتاج سلسلة باتجاه 5' إلى 3' أي مع اتجاه سلسلة التشفير.ثمَّ يُعاد ربط الحمض النووي الرايبوزي منقوص الاكسجين بواسطة انزيم بلمرة الحمض النووي الرايبوزي RNA في الجزء الخلفي من فقاعة النسخ. يكون مبدأ عمل الإنزيم مثل السحاب الخاص بالملابس عندما يُسحب تجتمع سلسلتاه والعكس صحيح. يمكن أن تسبب عوامل مختلفة كسر الحمض النووي المزدوج، وهكذا يحدث إعادة ترتيب للجينات أو من الممكن أن يتسبب بموت الخلية.

## (تهجين DNA-RNA)
عندما تكون سلسلتا الحمض النووي الرايوزي منقوص الاكسجين الحلزونيتان مفككتين تكونان مكونتين من قواعد نيتروجينية غير مرتبطة بينما تكون سلسلة القالب تتكون من تجمع DNA-RNA متبوعتين بقواعد مفككة في الجزء الخلفي من فقاعة النسخ. يتكون هذا التهجين من القواعد النيتروجينية المضافة حديثا لسلسلة RNA والمتممة لسلسة القالب. لا زال عدد هذه القواعد النيتروجينية تحت البحث ولكن هناك اقتراحات تقول بأنه هناك 10 منها على الأقل.